# Portora Castle

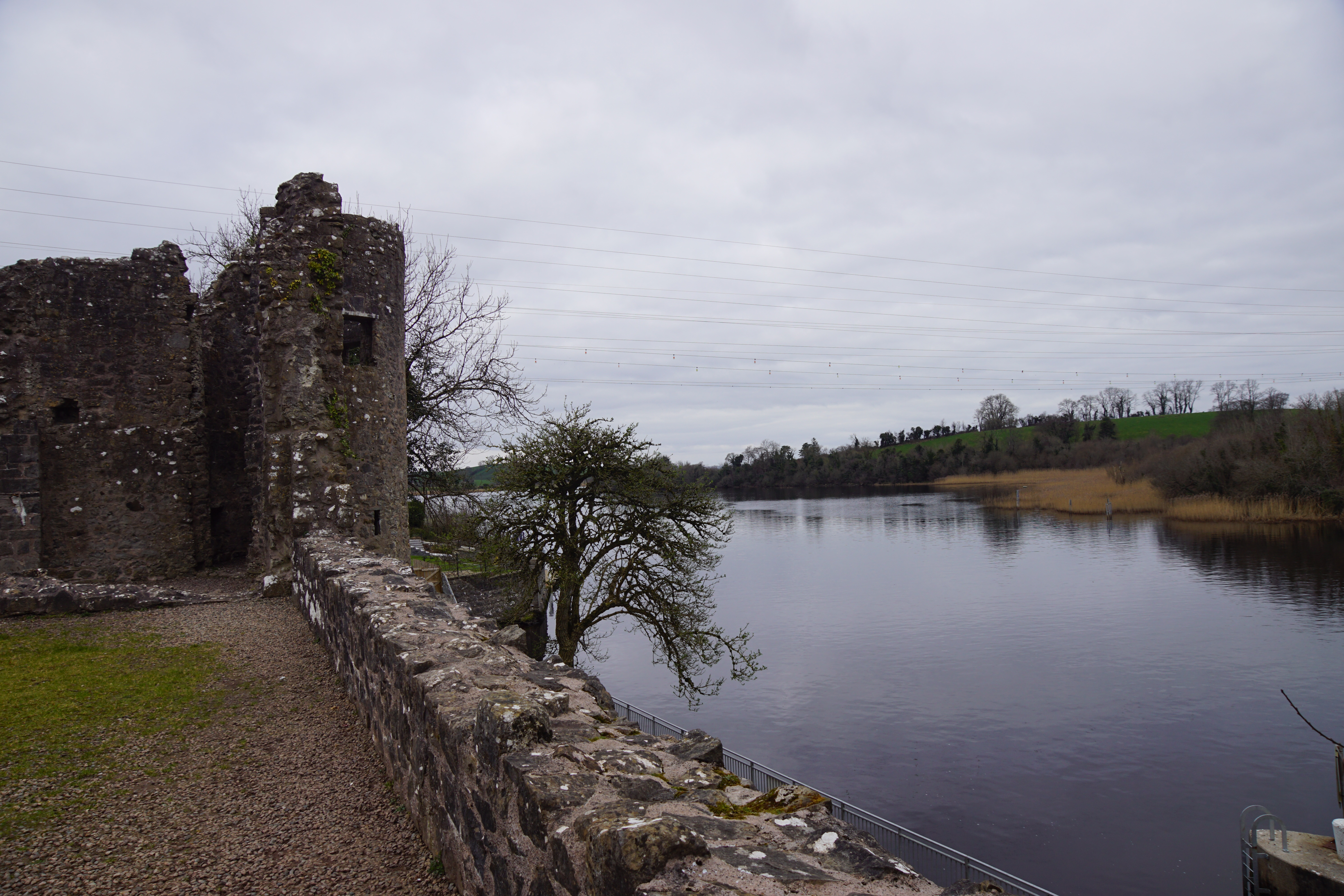
De noordwestelijke toren van het kasteel dat gelegen is aan de rivier de Erne.

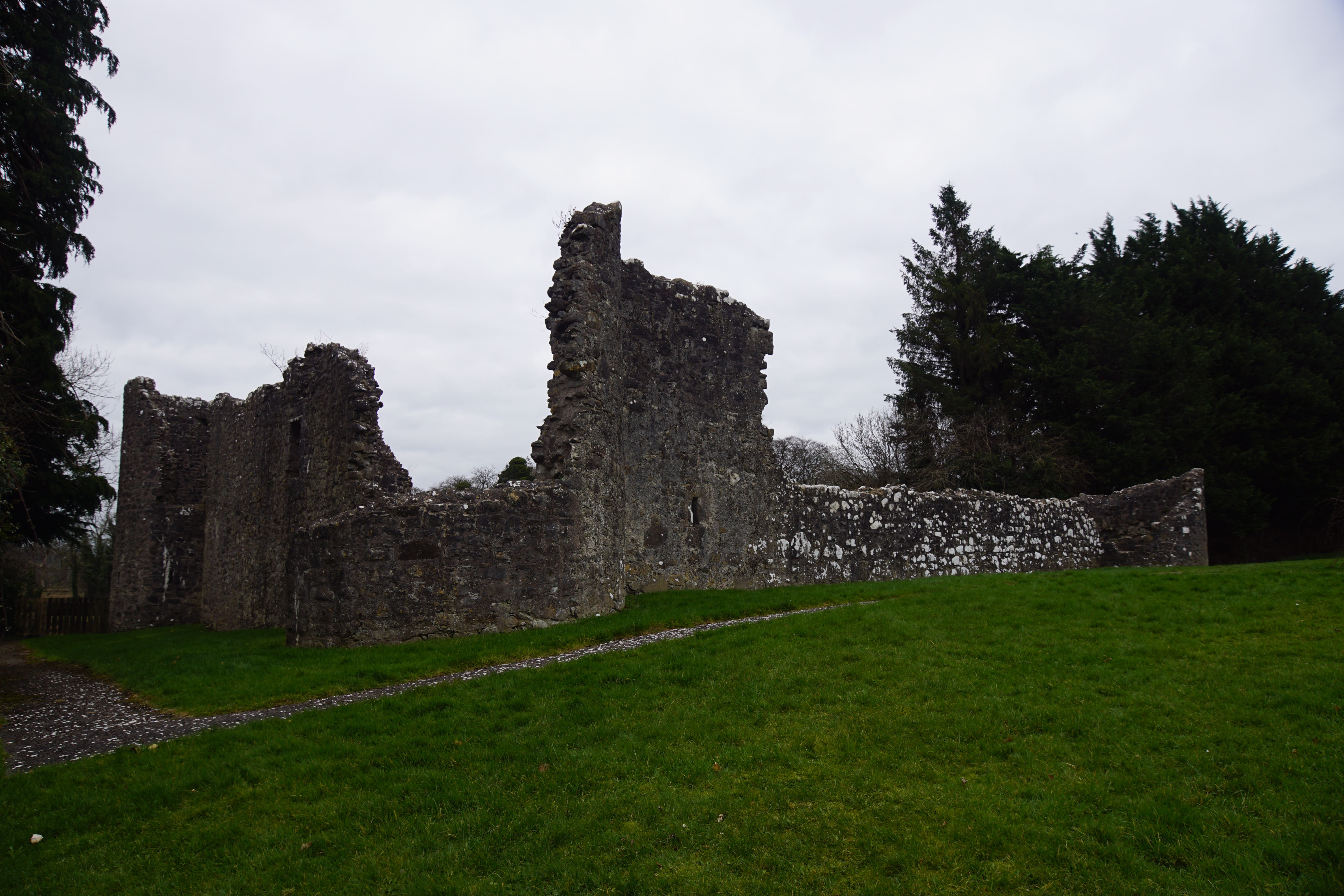
Het kasteel gezien vanuit het noordwesten.

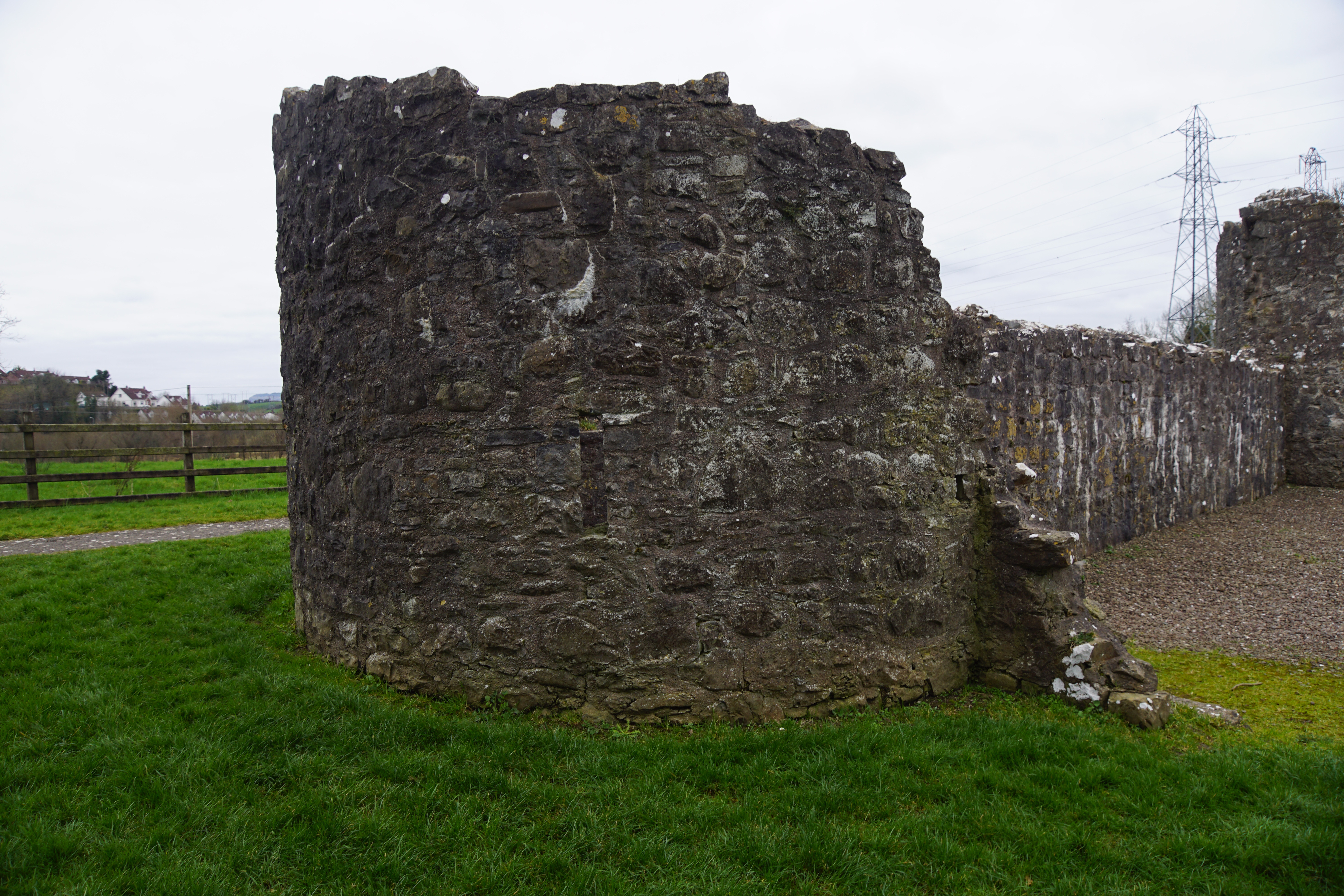
De zuidwestelijke toren.

Portora Castle is een vroeg zeventiende-eeuws kasteel, gelegen 1,5 kilometer ten noordwesten van Enniskillen, in County Fermanagh, Noord-Ierland. 
Het is een van de overgebleven kastelen uit de periode van Engelse volksplantingen in Ierland in County Fermanagh.

## Geschiedenis
In het kader van de Engelse volksplantingen in Ierland bouwde William Cole in 1613 Portora Castle op een stuk land dat hij in oktober 1612 kocht. Het kasteel werd tot 1629 verhuurd aan James Spottiswood, die vanaf 1621 bisschop van  Clogher was. De leden van de familie Cole werden benoemd tot de graven van Enniskillen. Het kasteel was vanaf 1629 hun familiezetel tot 1764; de familie ging toen wonen in Florence Court. Toen de Ieren in 1641 en in 1688 in opstand kwamen tegen de Engelse overheersing weerstond het kasteel de belegeringen zonder schade.
In 1859 bliezen schoolkinderen van de nabij gelegen Royal School die aan het 'spelen' waren het kasteel met eigengemaakte explosieven op. In 1894 zorgde een grote storm ervoor dat het kasteel een complete ruïne werd.

## Beschrijving
Portora Castle ligt aan de oever van de rivier de Erne waar deze uitmondt in het Lower Lough Erne. Hier was vroeger een oversteekplaats. De min or meer rechthoekige plattegrond van 20,7 vierkante meter groot is noordwest-zuidoost georiënteerd. Het kasteel ligt aan de noordwestelijke zijde en had een ommuurde binnenplaats met muren van 3,9 meter hoog, waarbij de ingang zich aan de zuidoostelijke zijde bevond.
Op de vier hoeken bevonden zich ronde torens met schietgaten, waarvan er drie nog staan in de 21e eeuw. De torens hebben een diameter van circa 3 meter aan de binnenzijde. De noordwestelijke en de noordoostelijke toren zijn een geheel met het kasteel. Het kasteel had oorspronkelijk drie verdiepingen en had per verdieping maar 1 ruimte. In de kasteelruïne zijn de schoorstenen herkenbaar in de westelijke en de noordelijke muren.

## Beheer
Portora Castle is een State Care Monument, net als het nabij gelegen Monea Castle en Tully Castle.